# Kobus Wiese
Jakobus Johannes Wiese, detto Kobus (Paarl, 16 maggio 1964), è un ex rugbista a 15 e imprenditore sudafricano, già seconda linea campione del mondo 1995 con gli Springbok.

## Biografia
Seconda linea del Transvaal (oggi noto come Golden Lions), Kobus Wiese si aggiudicò la Currie Cup del 1993 e in quello stesso anno esordì con la maglia degli Springbok a Durban contro la Francia. Vinse anche la Currie Cup del 1994 e nella sua ultima stagione da dilettante militò nel Petrarca, in Italia.
Prese parte alla Coppa del Mondo di rugby 1995 in cui si laureò campione del mondo e, pochi mesi dopo, durante un incontro con il Galles, divenne il primo giocatore squalificato dell'epoca professionistica: il 2 settembre 1995, nel primo incontro dopo il termine del dilettantismo, Wiese colpì il gallese Derwyn Jones; deferito insieme a Garin Jenkins, un avversario che si era macchiato di un'altra scorrettezza, fu al pari di questi squalificato per 30 giorni.
Nel 1998 fondò una caffetteria, oggi divenuta un marchio di franchising, la Wiesenhof Franchise, da lui tuttora diretta.

## Palmarès
- Coppe del mondo: 1
Sudafrica: 1995
- Currie Cup: 3
Golden Lions: 1993, 1994, 1999